# ラペトサウルス
ラペトサウルス(学名 Rapetosaurus)は、後期白亜紀マーストリヒチアンのマダガスカルに生息していたティタノサウルス類ネメグトサウルス科に属する恐竜の属の一つ。ティタノサウルス類としては最も完全な頭骨を含む骨格が知られている。

## 形態

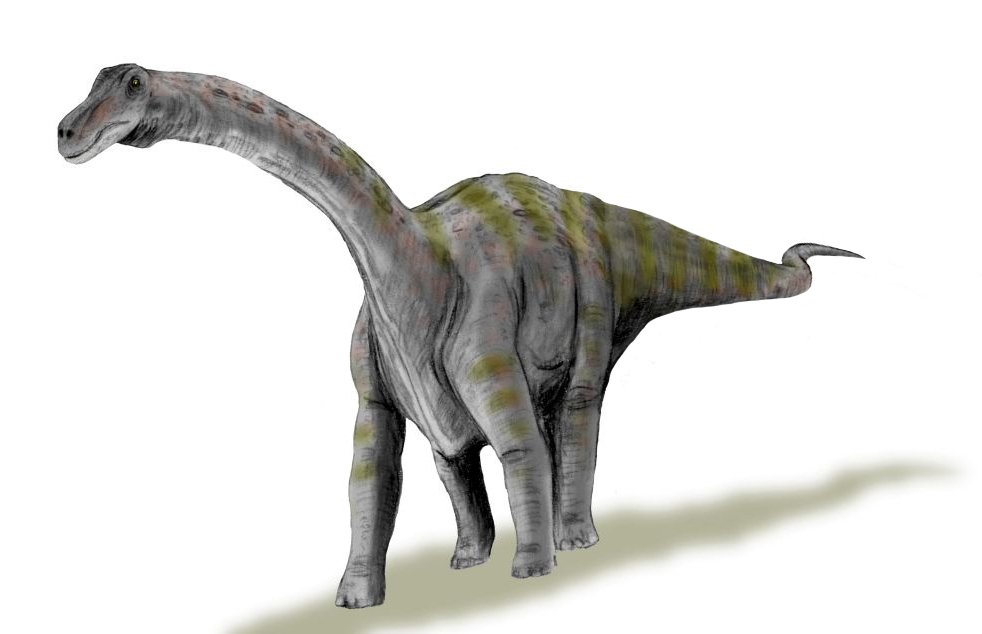
復元図

ラペトサウルスはかなり典型的な竜脚類で、短く細い尾ととても長い首、ゾウのような体つきの持ち主だった。頭はディプロドクス科のそれに似て、口先が細く鼻孔が頭骨の頂点についているがラペトサウルスはティタノサウルス類であり、ディプロドクスと系統上は遠い関係で、収斂した結果である。植物食性で、鉛筆型の歯は葉を摘み取るのに適しており咀嚼はできなかった。
発見された骨格はティタノサウルス類としてはかなり小型である。クリスティー・ロジャースによると幼体は全長8ｍ、体重はたぶんゾウと同じくらいと言う。成体は全長15ｍと推定される。この長さはアルゼンティノサウルスやパラリティタンのような大型の親戚の半分以下である。

## 生息年代
白亜紀後期における竜脚類はほぼティタノサウルス類だけになっていた。他の系統は全て滅んだ。ティタノサウルス類は特に南半球では支配的な植物食動物だったが、白亜紀末の大量絶滅で他の恐竜はじめ多くの生物と共に全ての種が絶滅した。白亜紀最末期であるマーストリヒト期（マーストリヒチアン）に生息していたラペトサウルスは最後の竜脚類の一つである。

## 発見

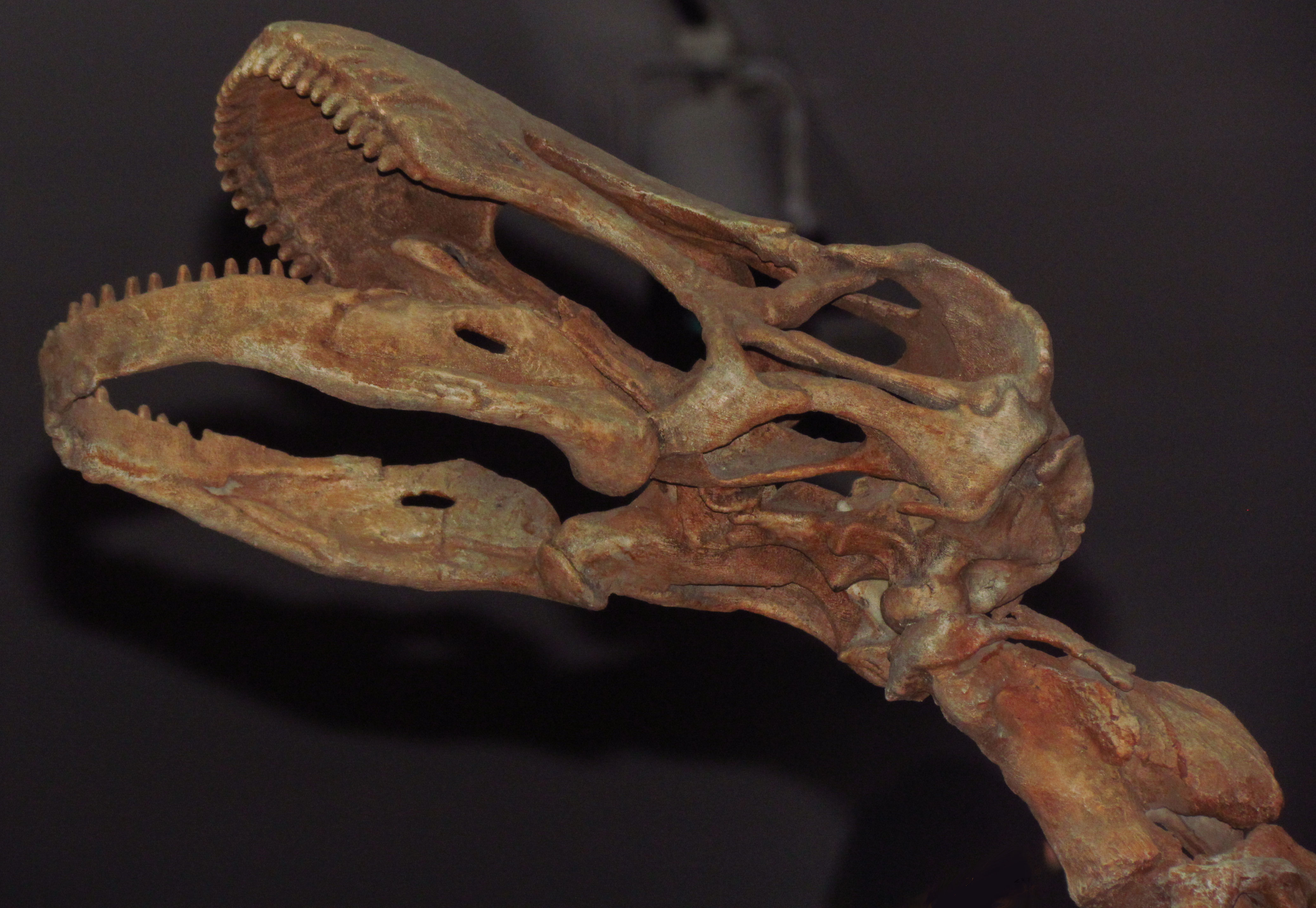
ロイヤル・オンタリオ博物館の頭骨キャスト

ラペトサウルスの発見はラペトサウルス・クラウセイ Rapetosaurus krausei 1種の存在によって知られている。ほぼ完全な頭骨が見つかった最初のティタノサウルス類である。それは1世紀に及んだ竜脚類の大グループの分類の混乱を解決する一助となり、部分的な化石でしか知られていない他のティタノサウルス類の復元の規範ともなった。
この発見は2001年にクリスティー・ロジャースとキャサリン・フォースターによってネイチャーに発表された。ほぼ完全な幼体の頭骨と、3体の異なる個体の部分的な骨格に基づき記載された。
ホロタイプ UA 8698 は、ほぼ完全な頭骨、他の部分的な頭骨、尾椎の一部を欠くだけの幼体の全身骨格で構成される。幼体の骨格は記録されたティタノサウルス類の標本の中で最も完全かつ、頭が体と関節した唯一のものである。
化石はマダガスカル北部のマジュンガからそれほど遠くない場所で発見された。アネンバレンバ部層 Anembalemba Member として知られる砂岩に覆われていた。この地層の年代は白亜紀末のマーストリヒチアン期にあたり、化石が7000万年前のものであることを示す。ニューヨークのストーニーブルック大学のフィールドチームによって現地のアンタナナリボ大学のサポートの下、発見された。隊長のデビッド・クロース David Krause が1993年から発掘していた。
マダガスカルではクロースのチームによって膨大な量の古生物学的発見があった。恐竜のみならず、魚、カエル、カメ、ヘビ、ワニ、鳥、哺乳類が掘り出された。

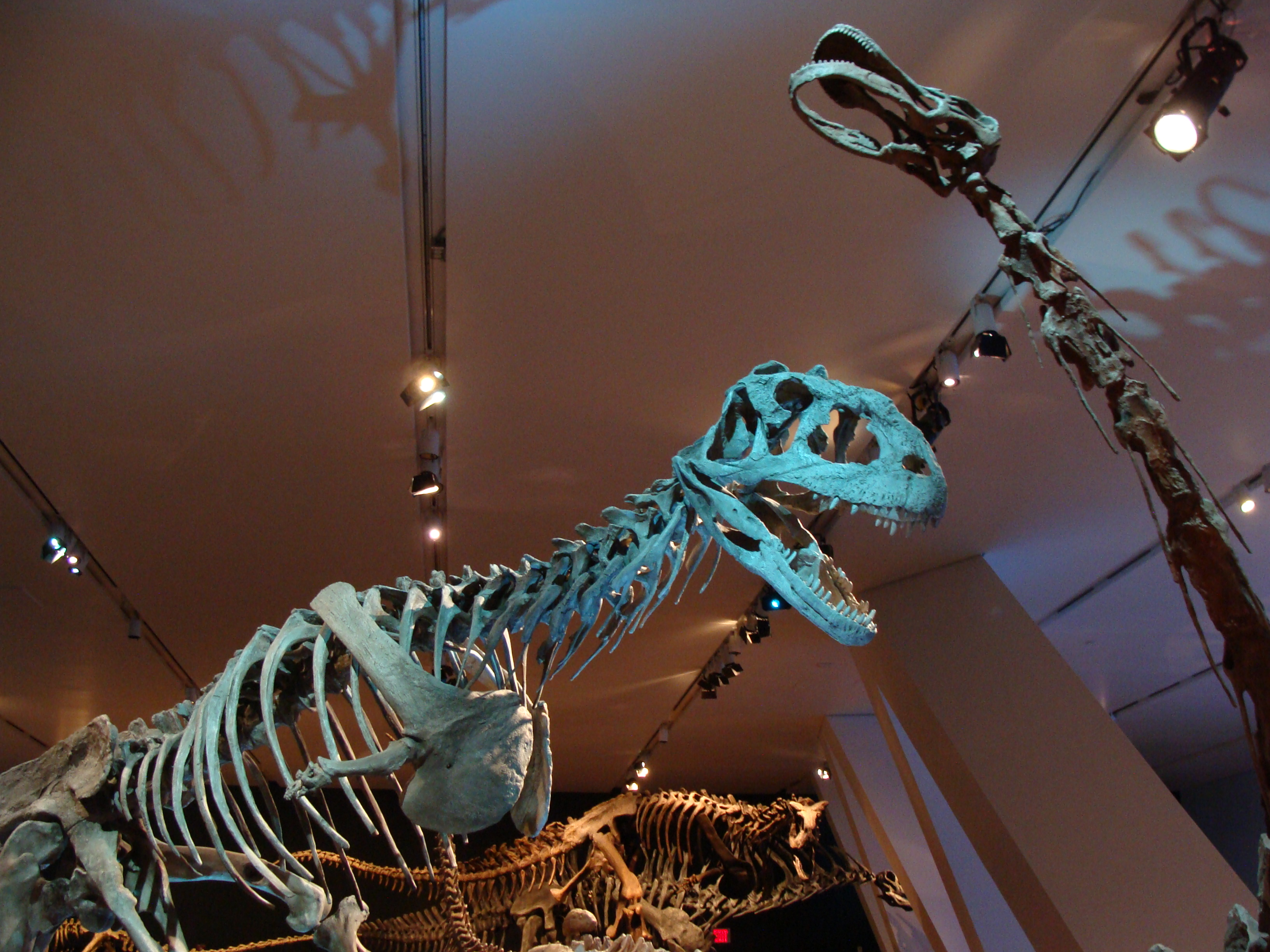
マジュンガサウルスとラペトサウルス

## 分類
新種ラペトサウルス・クラウセイ Rapetosaurus krausei は2001年8月2日に記載された。ラペトサウルスはティタノサウルス類のネメグトサウルス科に属する。ティタノサウルス類は竜脚類最大のグループだが、化石記録には乏しい。ブラキオサウルスのような他の竜脚類はより完全な化石が多く見つかっている。 30以上の属が、部分的な骨格や頭骨といったわずかな骨だけで報告されている。1887年に記載された最初のティタノサウルス類であるティタノサウルスは未だに一点の部分骨格しか知られていない。
このことはティタノサウルス類間の類縁関係を知るのを難しくしているが、マクロナリアのような他の竜脚類とティタノサウルス類との類縁関係もいまだによく分かっていない。今までに分類がよく分かっていない竜脚類の属の多くがティタノサウルス類にぶち込まれ、分類学上のごみ捨て場のように扱われてきた事も解析が進まない大きな一因となっている。
ディプロドクスに似た頭骨はかつては、ディプロドクス科がそうだったように、より原始的な竜脚類に見られた特徴だと信じられていた。ほとんどの古生物学者はティタノサウルス類の多くはカマラサウルスのように箱形の頭骨をもち、鼻腔は鼻骨のてっぺんにあるものと考えている。しかしラペトサウルスの頭骨は長く低いもので、ディプロドクスに似ていた。 こういったティタノサウルス類の属はクエシトサウルスとネメグトサウルスしか知られていない。それでもティタノサウルス類はディプロドクス科よりもマクロナリアに近縁とされてきたが、ラペトサウルスの頭骨と体の残りの部分についても、これまでの推測が裏付けられた。つまり、ラペトサウルス等のティタノサウルス類の一部にみられるディプロドクスに似た頭骨は二次的に収斂進化して得たものである。ティタノサウルス類は、ブラキオサウルス類に最も密接に関係している。限られた化石から他のティタノサウルスを復元する際に、ラペトサウルスの完全な骨格がベースラインとして役立つ。これは、超大型ティタノサウルス類の改訂されたサイズ推定の基準となる。

## 名前の由来
ラペトサウルス Rapetosaurus krausei の属名はマダガスカル先住民の言葉で｢巨人｣を意味する Rapeto と古代ギリシャ語で｢トカゲ｣を意味するsaurosの組み合わせでティタノサウルスと同じく｢巨人トカゲ｣の意である。種小名はデビッド・クロースへの献名。

## 個体発生と成長
ラペトサウルスの貴重な幼体の標本は、クリスティー・ロジャースらによって博物館で調査され、新たに論文が2016年4月に報告された。それによると、その個体は体重約40kgで生後39～77日で死んだものと推定される。孵化直後のラペトサウルスは3.4kgと見積もられる。また、骨の産状からして竜脚類の幼体が親の保護のもとで生存したと考えられる。これら若いラペトサウルスたちは洪水によって溺れ死んだものと分析される。